# Emil Hossu
Emil Hossu (* 24. November 1941 in Ocna Sibiului, Kreis Sibiu; † 25. Januar 2012 in Bukarest) war ein rumänischer Schauspieler.

## Leben
Nachdem als Folge des Zweiten Wiener Schiedsspruches Nordsiebenbürgen an Ungarn gefallen war, zog Familie Hossu nach Cluj. Da sein Vater für die Regierung Ion Antonescus tätig war, wurde er mit seiner Familie im August 1945 in ein Lager in Deutschland gebracht, wo sie für ein Jahr und drei Monate bleiben mussten. Danach kehrte die Familie nach Rumänien zurück – ihr Besitz wurde jedoch konfisziert. 1948 wurde Hossus Vater zur Zwangsarbeit am Donau-Schwarzmeer-Kanal verpflichtet; bald danach starb er, so dass Emil Hossu mit 17 Jahren seinen Vater verlor.
Emil Hossu besuchte die staatliche Schauspielschule und erhielt erste Rollen in Hörspielen; später spielte er in zahlreichen Filmen; er war Ensemblemitglied im Nottara-Theater in Bukarest.
Hossu war mit seiner Kollegin Catrinel Dumitrescu verheiratet, das Paar lebte in Bukarest.

## Filmografie (Auswahl)
- 1971: Der Abflug
- 1973: Abenteuer im Donaudelta
- 1976: Fahrerflucht
- 1977: Wiederfinden
- 1978: Alles für das Fußballspiel
- 1986: Alles bezahlt man
- 1992: Baum der Hoffnung